# مايك فولي
مايك فولي (بالإنجليزية: Mike Foley)‏ هو سياسي أمريكي، ولد في 5 أبريل 1954 في روتشستر في الولايات المتحدة. حزبياً، نشط في الحزب الجمهوري.